# Zafarnama (Shami)
Zafarnama (en persa: ظفرنامه, literalmente, Libro de la victoria) es una biografía de Timur escrita por el historiador Nizam ad-Din Shami y terminada en 1404. Esta obra sirvió como base para un Zafarnama posterior y mejor conocido, escrito por Sharaf ad-Din Ali Yazdi.
Una traducción de Felix Tauer fue publicada en Praga en 1937.